# Ringo Dămureanu
Ringo Dămureanu (n. 18 august 1973, Craiova, România) este un deputat român, ales în 2020 din partea AUR. 